# Remi Wolf
Pour les articles homonymes, voir Wolf.
Remi Francis Wolf, née le 2 février 1996, est une chanteuse et auteure-compositrice américaine originaire de Californie,,. En tant que lycéenne à Palo Alto High School, elle apparaît comme candidate dans American Idol en 2014,. Après avoir terminé ses études à l'USC Thornton School of Music en 2018, elle fait ses débuts en solo avec l'extended play auto-publiée You're A Dog ! en octobre 2019,. Wolf sort ensuite son deuxième EP et premier sous un label majeur, I'm Allergic To Dogs!, chez Island Records et Virgin EMI Records en juin 2020,,, suivi de son premier album studio, Juno, en octobre 2021. Son deuxième album Big Ideas sort le 12 juillet 2024.

## Biographie
Wolf est née à Palo Alto, en Californie le 2 février 1996, d'une mère sicilienne et d'un père russo-persan. Vers l'âge de huit ans, elle s'intéresse au ski de compétition et représente les États-Unis en ski alpin aux Jeux olympiques de la jeunesse pendant deux années consécutives. À l'âge de 14 ans, elle forme son premier groupe avec une amie appelé Remi and Chloe (plus tard Remi, Chloe, & The Extracts). En tant que lycéenne, Wolf apparaît comme candidate lors des auditions de la treizième saison d'American Idol en 2014. À 17 ans, elle déménage à Los Angeles, où elle fréquente l'USC Thornton School of Music et obtient son diplôme en 2018 à l'âge de 22 ans,.

### Carrière
Wolf rencontre le producteur Jared Solomon (également connu sous le nom de Solomonophonic) alors qu'elle est au lycée et commence à collaborer avec lui. Son premier single, Guy, est produit par Solomon et sort en 2019. Grâce au succès de cette chanson, Wolf fait la première partie de Still Woozy lors de sa tournée en avril de la même année,. Elle tourne également avec Cautious Clay et se produit au Los Angeles Times Festival of Books et à Viva Pomona ! plus tard en 2019. Elle sort son premier EP, You're a Dog ! , en septembre 2019. Elle est ensuite signée chez Island Records, une division d'Universal Music Group.
Son premier single chez Island, Woo!, sort en avril 2020 suivi par  Photo ID et Disco Man. Ces morceaux apparaissent ensuite sur le deuxième EP de Wolf, I'm Allergic to Dogs, sorti en juin 2020 via Island. Photo ID génère de nombreux flux et partages sur TikTok tout au long de 2020. En novembre 2020, son single Hello Hello Hello est présenté dans une publicité pour l'iPhone 12. En mai 2021, elle sort We Love Dogs ! , un EP de remix avec des apparitions d'artistes comme Sylvan Esso, Beck, Dominic Fike, Hot Chip et d'autres.
Plus tard en 2021, Wolf commence à sortir de nouveaux singles, dont Liquor Store, Grumpy Old Man et Quiet on Set. Ceux-ci apparaissent sur son premier album studio chez un label majeur, Juno, sorti via Island en octobre 2021, En mars 2022, elle sort le single Pool avec Still Woozy. Plus tard cette année-là, elle fait la première partie pour Lorde lors de la partie nord-américaine de sa tournée Solar Power. En juin 2022, Wolf sort une version « deluxe » de Juno avec 4 titres supplémentaires. Ce mois-là, elle part en tournée dans toute l'Europe, y compris au festival Firenze Rocks à Florence, en Italie, où elle se produit avec les Red Hot Chili Peppers et Nas. Ces dates constituent la première étape de la tournée GWINGLE GWONGLE de Wolf, qui s'arrête à travers l'Amérique du Nord plus tard à l'automne 2022. En août 2022, en collaboration avec Spotify, Wolf sort l'EP Live at Electric Lady, une collection de six chansons live, dont une reprise de Pink + White de Frank Ocean. En novembre 2022, Wolf annonce sa première tournée en Australie et en Nouvelle-Zélande au cours de laquelle elle doit jouer dans plusieurs festivals et une poignée de spectacles en tête d'affiche en décembre 2022 et janvier 2023. Wolf se produit au 22e Festival de musique et d'arts de Coachella Valley en avril 2023. Sa chanson à succès Monte Carlo est présentée dans le film Netflix You Are So Not Invited to My Bat Mitzvah (en) en août 2023. Un nouveau single Cendrillon, sort en mars 2024, et un album, Big Ideas, est annoncé pour juillet 2024.

### Talent artistique
Musicalement, Wolf se produit dans ce qu'elle décrit comme un genre « funky soul pop »,,. Dans une interview en 2021, elle déclare qu'elle souhaite « essayer constamment d'innover le son de la musique pop » et « effacer les règles de la pop ». Le New York Times écrit qu'elle transforme le genre pop de chambre en « explosions hypercolorées ». Elle cite Still Woozy, SZA et John Mayer comme influences musicales.

## Vie privée
Wolf est bisexuelle. Elle est basée à Los Angeles, en Californie, depuis environ 2014. En juin 2020, elle est placée en cure de désintoxication pour des problèmes d'alcoolisme. Elle prétend être sobre depuis et que dans le passé, elle buvait fréquemment au point de s'évanouir ; même si elle pouvait facilement fonctionner dans la vie quotidienne, elle avait commencé à se battre avec sa famille, ses amis et ses collaborateurs. Elle souffre d'un trouble déficitaire de l'attention avec hyperactivité.

## Discographie

### Albums studios
| Titre     | Détails                                                                                                 |
| --------- | --- |
| Juno      | - Sortie : 15 octobre 2021 - Label : Island - Formats : CD, téléchargement numérique, streaming, vinyle |
| Big Ideas | - Sortie : 12 juillet 2024 - Label : Island                                                             |

### Extended plays
| Titre                 | Détails                                                                                            |
| --------------------- | -------------------------------------------------------------------------------------------------- |
| You're a Dog!         | - Sortie : 20 septembre 2019 - Label : Island - Formats : téléchargement numérique, streaming      |
| I'm Allergic to Dogs! | - Sortie : 24 juin 2020 - Label : Island - Formats : téléchargement numérique, streaming           |
| We Love Dogs!         | - Sortie : 5 mai 2021 - Label : Island - Formats : CD, téléchargement numérique, streaming, vinyle |

### Albums lives
| Titre                    | Détails                                                                                 |
| ------------------------ | --------------------------------------------------------------------------------------- |
| Live at Electric Lady EP | - Sortie : 4 août 2022 - Label : Island - Formats : téléchargement numérique, streaming |

### Singles
| Titre                                           | Année | Meilleur classement | Meilleur classement | Certifications | Album(s)              |
| Titre                                           | Année | US Alt. Air.        | US Alt. Dig.        | Certifications | Album(s)              |
| ----------------------------------------------- | ----- | ------------------- | ------------------- | -------------- | --------------------- |
| Guy                                             | 2019  | —                   | —                   |                | You're a Dog!         |
| Sauce                                           | 2019  | —                   | —                   |                | You're a Dog!         |
| Shawty                                          | 2019  | —                   | —                   |                | You're a Dog!         |
| Rufufus                                         | 2019  | —                   | —                   |                | You're a Dog!         |
| Bad Behaviour                                   | 2019  | —                   | —                   |                |                       |
| Woo!                                            | 2020  | —                   | —                   |                | I'm Allergic to Dogs! |
| Photo ID (solo or remix featuring Dominic Fike) | 2020  | —                   | —                   | - : Or         | I'm Allergic to Dogs! |
| Disco Man                                       | 2020  | —                   | —                   |                | I'm Allergic to Dogs! |
| Monte Carlo                                     | 2020  | —                   | —                   |                |                       |
| Hello Hello Hello                               | 2020  | 28                  | 12                  |                | I'm Allergic to Dogs! |
| Liz                                             | 2021  | —                   | —                   |                | Juno (Deluxe)         |
| Liquor Store                                    | 2021  | —                   | —                   |                | Juno                  |
| Pool (with Still Woozy)                         | 2022  | —                   | —                   |                |                       |
| Michael                                         | 2022  | —                   | —                   |                | Juno (Deluxe)         |
| Prescription                                    | 2023  | —                   | —                   |                |                       |
| Cinderella                                      | 2024  | —                   | —                   |                | Big Ideas             |

| Titre                                                                                                   | Année | Album(s)            |
| --- | ----- | ------------------- |
| Cheesein' (Cautious Clay featuring Still Woozy, Melanie Faye, Claud, Remi Wolf, HXNS and Sophie Meiers) | 2020  |                     |
| OK (Wallows featuring Remi Wolf and Solomonophonic)                                                     | 2021  | Remote (Deluxe)     |
| Pyjamas (Benny Sings featuring Remi Wolf)                                                               | 2023  | Young Hearts        |
| Hospital (One Man Down) (Madison Cunningham featuring Remi Wolf)                                        | 2023  |                     |
| You First (Re: Remi Wolf) (Paramore featuring Remi Wolf)                                                | 2023  | Re : C'est pourquoi |

### Crédits d'écriture
| Année | Artistes)            | Album         | Chanson           | Co-écrit avec                                                      |
| ----- | -------------------- | ------------- | ----------------- | ------------------------------------------------------------------ |
| 2018  | Wallows              | Spring        | These Days        | Braeden Lemasters, Dylan Minnette, Cole Preston, Julian McClanahan |
| 2020  | George Alice, Nasaya | Growing Pains | Stuck In A Bubble | George Alice, Théo Hoarau                                          |
| 2023  | Jacob Collier        | Djesse Vol. 4 | WELLLL            | Jacob Collier                                                      |